# Горецький Радим Гаврилович
Горе́цький Ради́м Гаври́лович (біл. Радзім Гаўрылавіч Гарэцкі; нар. 7 грудня 1928, Мінськ — 22 червня 2025, там само) — білоруський вчений-геолог, громадський діяч. Академік НАН Білорусі. Син Гаврили Горецького, племінник Максима Горецького.

## Біографія

### Сім'я
Батько — Горецький Гаврило Іванович, один із засновніків і перших дійсних членів Білоруської академії наук. Брат Радима Всеслав теж науковець, член-кореспондент Російської академії освіти.
Племінник провідного білоруського письменника Максима Горецького.
У 1930-ті — 40-ві роки на сім'ю обрушилися політичні репресії. Радим Горецький перебував, жив та навчався на засланні.

### Навчання
Закінчив Московський нафтовий інститут їмені І. М. Губкіна.

### Наукова діяльність
У 1952–1957 — науковий співробитник Геологічного інституту АН СРСР. У грудни 1971 повернувся до Мінську, де очолив відділ (а з 1978 лабораторію) Інституту геохімії і геофізикі АН БРСР (від 1994 Інститут геологічних наук). У 1977–1993 директор Інституту геохімії і геофізикі АН Білорусі.
Член-кореспондент АН БРСР (1972), з 1977-го — дійсний член АН БРСР.
У 1973–1990 член Бюро, заступник голови, голова Міжвідомчого тектонічного комітету АН СРСР. З 1975 заступник голови, голова Білоруського національного комітету з Міжнародної програми геологічної кореляції, з 1993 член Американського геофізичного союзу.
1992–1997 — віце-президент Національной академії наук Білорусі. З 1993 головний редактор журналу «Літосфера». У 1995–1997 працював завідувачом кафедри Білоруського державного університету.
Є засновником білоруської школи тектоністів. Широко відомий в міжнародних наукових колах.

### Громадська діяльність
Радим Горецький є членом Союзу білоруських письменників та активним громадськім діячем.
Входив до складу Тіньового уряду Опозиції БНФ в Верховной Раді БРСР 12 скликання. На виборах президенту у 1994 році був довіреною особою кандидата від БНФ Зенона Позняка.
Від 1990 член Ради, у 1993—2001 — президент Асоціації білорусів світу «Бацькаўшчына».
Надрукував ряд творів, присвячених національному відродженню Білорусі.
Помер в Мінську 22 червня 2025 року.

## Наукові твори
Перші наукові роботи присвятив території Казахстану та Середньої Азії. Дослідження дозволили з'ясувати тектонічні закономірності розміщення багатьох корисних копалин. В результаті досліджень Р. Горецького та його колег у 1965 у Приараллі був відкритий новий газоносний район.
Наукові твори присвячені тектоніці та геодинаміці платформ, включаючи територію західу Східно-Європейського кратону і Білорусі, геології корисних копалин.
Важливе місце в дослідженнях Р. Горецького займає створення тектонічних карт. Він брав активну участь у складанні Міжнародної тектонічної карти Європи, тектонічної карти Євразії та монографій до них. У 1976 колектив фахівців під його керівництвом створив тектонічну карту Білорусі та суміжних територій масштабом 1:500 000 і монографію «Тектоніка Білорусі».

## Нагороди
- Державна премія СРСР (1969) за участь у створенні тектонічної карти Євразії
- Державна премія БРСР (1978) за участь у створенні тектонічної карти Білорусі
- Премія Російської АН
- Орден Трудового Червоного Прапора
- Медалі

Автор 500 наукових робіт. Його ім'ям названі декілька видів викопних організмів.